# Шейкина, Татьяна Павловна
Татьяна Павловна Шейкина (14 ноября 1991, Воронеж) — российская футболистка, защитница клуба «Енисей». Выступала за сборную России.

## Биография

### Клубная карьера
Воспитанница звенигородского УОР, первый тренер — Сергей Томилин. На взрослом уровне начала выступать в высшей лиге России в 2009 году в составе звенигородской «Звезды», где провела два сезона. В сезоне 2011/12 играла за клуб «Мордовочка». С 2012 года выступала за «Россиянку», в её составе дважды становилась серебряным призёром чемпионата (2012/13 и 2015), выступала в матчах еврокубков. В 2016 году играла за московский ЦСКА, а в 2017 году — за «Рязань-ВДВ», с которым завоевала серебряные медали. С 2018 года играет за «Енисей».

### Карьера в сборной
Выступала за юношескую и молодёжную сборные России.
В национальной сборной России дебютировала 11 июля 2012 года в товарищеском матче против Франции, отыграв первый тайм. В 2017 году была в составе сборной в финальном турнире чемпионата Европы, но ни разу не вышла на поле.
В составе студенческой сборной России стала бронзовым призёром Универсиады 2017 года, сыграла все 5 матчей.